# Zikmund Winter
Zikmund Winter (27. prosince 1846 Praha – 12. června 1912 Bad Reichenhall, Německo) byl český spisovatel, kulturní historik a učitel. Napsal na čtyři sta odborných pojednání i beletristických spisů. Byl významným představitelem české historické prózy přelomu 19. a 20. století, mezi jeho  nejznámější díla patří román Mistr Kampanus a povídky Nezbedný bakalář a Rozina Sebranec. Jako historik se zajímal především  o kulturní život českých měst v 15. až 17. století.   

## Život

### Mládí a studia
Zikmund Winter se narodil jako nejstarší ze čtyř dětí v rodině Antona Wintera, zvoníka kostela sv. Ducha na Starém Městě v Praze, a Marie, rozené Procházkové. Rodina se stěhovala podle otcova působiště v různých pražských kostelech, , většinou na Malé Straně. Jeho bratr Josef (1852–1909) se vyučil puškařem, obě sestry se vyučily švadlenami, starší Rosalie/Rozina (* 1849) se provdala za kamenotiskaře Bohuslava Zvolského, odjela s ním do Vídně a později žili na Smíchově.
Zikmund vystudoval Akademické gymnázium, po němž se rozhodl stát se knězem a začal studovat teologii pod záštitou rytířského řádu Křižovníků s červenou hvězdou. Po roce těchto studií zanechal a začal studovat historii na Filozofické fakultě Karlo-Ferdinandovy univerzity. Navštěvoval mj. přednášky V. V. Tomka, J. Kalouska, A. Gindelyho a Josefa Emlera, u kterého si přivydělával v archivu jako kopista a zdokonalil se tak v paleografii. Jeden rok také vykonával funkci zvoníka v chrámu Panny Marie Sněžné místo otce, který zemřel v roce 1871. Jeho blízkým přítelem byl od dob studií Josef Stupecký, jehož rodina mu poskytovala intelektuální zázemí. Winter byl jednatelem Akademického spolku čtenářského a také byl členem Studentského divadla, které mělo několik vystoupení na scéně Novoměstského divadla.

### Učitel v Pardubicích, Rakovníku a Praze
Po absolvování studia nastoupil 1. října 1873 na své první učitelské místo na reálku v Pardubicích, kde jako jednoroční suplent vyučoval dějepis, zeměpis, češtinu, němčinu a logiku. Zde se seznámil a 7. ledna 1876 oženil s Marií Annou Šedou (* 1852)., s níž měl dvě děti. Na závěr pardubické suplentury složil státní zkoušku a dosáhl tak učitelské způsobilosti. Od 1. října 1874 učil deset let na reálce v Rakovníku. Zapojil se do společenského a kulturního života ve městě. Podílel se organizačně na činnosti místních spolků, sám aktivně vystupoval v divadelních představeních, zpíval na koncertech. V roce 1879 složil rigorózní zkoušky. Zájem o historii ho přivedl do rakovnického archivu, kde studoval dokumenty, převážně ze 16. století, období rozkvětu města. Napsal několik studií pro odborné časopisy, ale také drobné beletristické práce, jejichž náměty čerpal z historických podkladů. Vycházely od 80. let 19. století ve Světozoru, Lumíru, Ruchu, Národních listech, Českých novinách,  Zlaté Praze.  Později vyšly ve formě sbírky s názvem  Starobylé obrázky z Rakovnicka (1886) a Rakovnické obrázky (1888).
Roku 1884 přesídlil do Prahy, byl jmenován c. k. školním radou a jako středoškolský profesor češtiny a latiny vyučoval na Akademickém gymnáziu. Napsal řadu prací z oblasti kulturní historie, většinou z období 16. století a počátku 17. století. Vycházely v rychlém sledu mezi lety 1890–1910.  V roce 1900 spoluzaložil časopis Zvon, v němž  byly publikovány jeho kratší prózy, mj.  Vojačka (1902), Rozina sebranec (1902, 1903),  Peklo (1903, 1904). V roce 1907 Zvon otiskl jediný Winterův román Mistr Kampanus.
Od roku 1895 rodina Winterových se synem Jaroslavem (* 1877), pozdějším právníkem, a dcerou Josefou (* 1883) bydlela na Vinohradech v domě čp. 618/II (617), v dnešní Legerově ulici 78. Žili poklidným rodinným životem a Winter si několikrát na gymnáziu vzal dlouhodobou tvůrčí dovolenou, aby se mohl věnovat psaní. Např. část svého historického románu Mistr Kampanus napsal v Hojné Vodě na Novohradsku, kam od roku 1894 jezdil na letní byt. Tamní léčivý pramen  pomáhal mírnit chronický katar průdušek, který byl důsledkem dlouhých hodin strávených v prašném prostředí archivů. V roce 1907 odešel do penze, a také zemřel jeho přítel Josef Stupecký.
Byl čestným členem různých muzejních spolků, čestným členem Historického spolku, vedle řádného členství v České akademii věd a umění byl i jejím sekretářem 1. třídy, dopisujícím členem Královské literární akademie. Byl nositelem rytířského řádu Františka Josefa.

### Úmrtí
Zikmund Winter zemřel 12. června 1912  v bavorských lázních Reichenhall, kam každým rokem jezdil. Pohřben byl na Vinohradském hřbitově. O jeho hrob se v rámci projektu Adopce hrobů stará od roku 2021 Petra Helikarová. V létě 2022 byl hrob kompletně zrekonstruován.

## Dílo

### Zdroje a zařazení díla Zikmunda Wintera

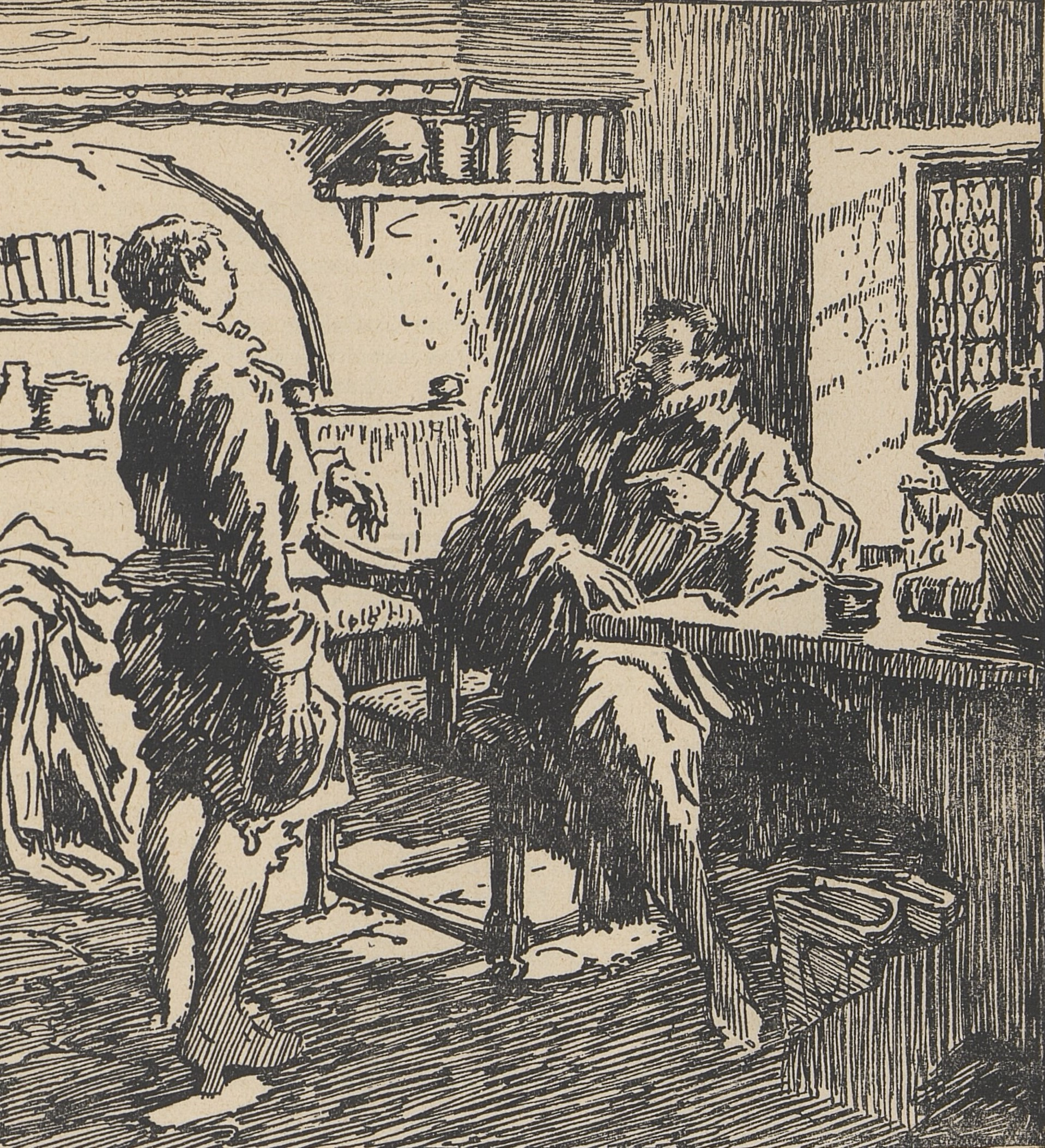
Ilustrace k Winterovu dílu Mistr Kampanus od Adolfa Kašpara

Badatelským centrem Winterových mladých let se stal rakovnický archiv. Vytěžil zejména městské knihy, rozvíjel svůj zájem o poznávání měšťanského života a jeho všednodennosti: jak lidé v minulosti bydleli, jak se odívali, vzdělávali, cestovali, čím se živili, jak se bavili, oč se soudili. Zkoumal nejcennější fondy rakovnického archivu z období od konce 15. do 17. století. Prašné prostředí archivů vyvolalo u spisovatele krční nemoc, která mu později bránila v intenzivním studiu písemných pramenů. Přesto pokračoval v opisování archivních pramenů také v Praze. Svoji základnu i díky studentské praxi v Archivu královského hlavního města Prahy a v Zemském archivu rozšířil o městské knihy ze 14. až 16. století, postupně svůj odborný zájem doplnil o vrcholný středověk. 
Winter sbíral a řadil fakta, většinou drobná, ze všedního života obyčejných lidí a vytvářel z nich pestrobarevnou mozaiku. V historických pracích neuplatňoval fantazií a držel se faktů, v beletrii zase bral z archivních pramenů události a postavy, které nechával promlouvat jejich autentickou řečí.
Pojetím dějin a člověka v nich, způsobem práce s archivním materiálem a s jazykem stál jinde než jeho přítel A. Jirásek. Zůstával ve stínu populárnějšího Jiráska, který ve svých obsáhlých dílech popisoval velké dějiny na úrovni slavných období. winter zpracovával každodenní historii s důrazem na psychologii hlavních postav. Jeho povídky i romány se soustřeďují na období 16. a 17. století, vycházejí z hluboké znalosti doby a prostředí. 
Na historickém pozadí líčí každodenní individuální osudy lidí, zaměřuje se na jejich bohatý vnitřní život. Představují měšťany, často mimořádné postavy intelektuálů, umělců, ale i duševně rozvrácených lidí, které končí tragicky. Winterovo tvůrčí umění vyniká úsečností a stručností, jadrností výrazu, archaickým stylem i jiskrným humorem, jež prostupuje ironie. Jeho dramatický talent, zábavnost a smysl pro humor oceňují čtenáři dodnes. 
Winterovy vědecké spisy se staly předmětem kritiky soudobých historiků kolem Gollovy školy, kteří měli námitky vůči jeho způsobu bádání a jeho směšování historické beletrie s vědeckým zkoumáním. Vyčítali mu přemíru podrobností, detailů, mozaikovitost, neschopnost podat shrnující závěry i malou kritičnost při práci s historickými prameny. Zpracovával dějiny českých měst, kulturní historii a dějiny řemesel, zajímal se o dějiny vysokých škol. Chyběl mu však smysl pro historický vývoj i kritický přístup k archivním dokumentům.
Knižně vycházela jeho díla od roku 1888, kdy Starobylé obrázky z Rakovnicka vydal v Praze Vladimír Čech. Některá vyšla až posmrtně (např. Český průmysl a obchod XVI. věku vyšel roku 1913). 

### Historické pohledy do českých měst
- Starobylé obrázky z Rakovnicka (1886, 2. díl 1888), dostupné online
- Pražské obrázky – historické kresby a novelly (1893)
  - Řada první[16]
  - Řada druhá[17]
  - Řada třetí[18]
  - Řada čtvrtá[19]

### Historické romány, novely a povídky
- Nezbedný bakalář (1883)[20] – povídka se stala námětem pro stejnojmennou divadelní hru Zdeňka Štěpánka. Podle jeho scénáře pak režisér Otakar Vávra natočil v roce 1946 film Nezbedný bakalář se Zdeňkem Štěpánkem v hlavní roli.[7]
- Ze staré Prahy: historické obrázky (1894), dostupné online
- Krátký jeho svět a jiné pražské obrázky (1901)[21]
- Staré listy – historické novelly a studie (1902)[22]
- Rozina Sebranec (1903/1905) – příběh temperamentní dívky, původem nalezence, svěřeného do výchovy bezdětným manželům. Citově strádající hrdinka se hladově vrhá do sporných milostných vztahů, neumí rozpoznat faleš ani si vážit upřímného citu, těžko se vyrovnává s pokrytectvím a nechápe, proč proti sobě popuzuje stále více lidí.[23] Filmovou adaptaci povídky natočil režisér Otakar Vávra v roce 1945. Audioknihu načetl Jan Vlasák v roce 2019.
- Bouře a přeháňka (1907) – první knižní výbor povídek[24]
- Člověk zmařený
- V pasti
- Panečnice
- Mistr Kampanus (1906–1907, edice 1909) – životopisný román o Janu Campanovi Vodňanském a poměrech na Karlově univerzitě kolem roku 1620.[25]
- Rakovnický primátor a jiné rakovnické obrázky (1910)[26]
- Další povídky v časopisech

### Vědecká literatura
(Psaná čtivou formou beletrie, ale s vědeckými citacemi a poznámkami; zůstala torzem, které autor v úplnosti nestihl.)
- Kulturní obraz českých měst – Život veřejný v XV. a XVI. věku (1890–1892), dostupné online. Popis života ve městech v období mezi lety 1420–1620. Kniha byla oceněna Královskou českou společností nauk.
- Zač bylo živobytí za starodávna
- Dějiny kroje v zemích českých od počátku století XV. až po dobu bělohorské bitvy (1892–1893)
- Přepych uměleckého průmyslu v měšťanských domech XVI. věku, Praha 1893
- V měšťanské světnici starodávné. Kulturní studie o patnáctém a šestnáctém století, Praha 1895
- Život církevní v Čechách. Kulturně-historický obraz z XV. a XVI. století I–II, Praha 1895–1896. Zachycuje náboženské zápasy, církevní správu, kněžský život a bohoslužby. Kritika mu vytýkala přílišný důraz na národní hledisko při charakteristice a interpretaci jednotlivých náboženských vyznání.
- Dějiny řemesel a obchodu v Čechách v XIV. a XV. věku (1906)[27]
- Řemeslnictvo a živnosti v Čechách v XVI. věku (1526–1620), (Praha 1909), dostupné online
- Český průmysl a obchod v XVI. věku, (torzo, Praha 1913), dostupné online
- O životě na vysokých školách pražských knihy dvoje. Kulturní obraz XV. a XVI. století, Praha 1899
- Děje vysokých škol Pražských od secessí cizích národů po dobu bitvy bělohorské (1409–1622), Praha 1897
- Život a učení na partikulárních školách v Čechách v XV. a XVI. věku (1901)[28]
- Šat, strava a lékař v XV. a XVI. věku (1913)[29]
- Zlatá doba měst českých (reprint, Odeon Praha 1991, doslov Rudolf Havel a Jan Royt). Kniha určená především studentům vyšla posmrtně v roce 1913.

### Pozůstalost
Literární pozůstalost je uložena v Památníku národního písemnictví v Praze.

### Filmografie
Podle námětů Zikmunda Wintera vznikly filmy a televizní inscenace:
- Rozina sebranec (1945, režie Otakar Vávra, hlavní role Marie Glázrová)
- Nezbedný bakalář (1946, režie Otakar Vávra, hlavní role Zdeněk Štěpánek)
- Kateřina zlé pověsti (TV inscenace, 1976, režie František Filip, hlavní role Alena Vránová)
- Mistr Kampanus (TV inscenace, 1993, režie Zdenek Sirový, hlavní role Václav Postránecký)

### Díla dostupná online
- WINTER, Zikmund. Děje vysokých škol Pražských od secessí cizích národů po dobu bitvy bělohorské (1409-1622). Praha: Česká akademie císaře Františka Josefa pro vědy, slovesnost a umění, 1897. Dostupné online.
- WINTER, Zikmund. Dějiny řemesel a obchodu v Čechách v 14. a v 15. století. Praha: Česká akademie císaře Františka Josefa pro vědy, slovesnost a umění, 1906. Dostupné online.
- WINTER, Zikmund. Řemeslnictvo a živnosti v Čechách v XVI. věku (1526-1620). Praha: Česká akademie císaře Františka Josefa pro vědy, slovesnost a umění, 1909. 750 s. Dostupné online.
- WINTER, Zikmund. Krátký jeho svět a jiné pražské obrázky. Příprava vydání Miloslav Novotný. Praha: Kvasnička a Hampl, 1937. Dostupné online.
- WINTER, Zikmund. Kuchyně a stůl našich předků : Líčení dějepisné ze století XVI. Praha: Bačkovský, 1892. Dostupné online.
- WINTER, Zikmund. O životě na vysokých školách pražských knihy dvoje : Kulturní obraz 15. a 16. století. Praha: Matice česká, 1899. Dostupné online.
- WINTER, Zikmund. Peklo a jiné pražské obrázky. Příprava vydání Miloslav Novotný. Praha: Kvasnička a Hampl, 1938. Dostupné online.
- WINTER, Zikmund. Pražské obrázky : historické kresby a novelly. Ilustrace Mikoláš Aleš. Praha: Otto, 1895. Dostupné online.
- WINTER, Zikmund. Staropražské novelly ze 16. a 17. věku. Praha: Otto, [1896]. Dostupné online.
- WINTER, Zikmund. V ohradě měst a městských zdech. Svazek 7. Praha: Otto, [asi 1914]. (Sebrané spisy Zikmunda Wintra). Dostupné online.
- WINTER, Zikmund. V ohradě měst a městských zdech. Svazek 9. Praha: Otto, 1916. (Sebrané spisy Zikmunda Wintra). Dostupné online.
- WINTER, Zikmund. Ze starodávných radnic. Svazek 11. Praha: Otto, [asi 1917]. (Sebrané spisy Zikmunda Wintra). Dostupné online.
- WINTER, Zikmund. Český průmysl a obchod v 16. věku. Praha: Česká akademie císaře Františka Josefa pro vědy, slovesnost a umění, 1913. Dostupné online.
- WINTER, Zikmund. Řemeslnictvo a živnosti 16. věku v Čechách : 1526-1620. Praha: Česká akademie císaře Františka Josefa pro vědy, slovesnost a umění, 1909. Dostupné online.
- WINTER, Zikmund. Dějiny kroje v zemích českých : Od počátku století XV. až po dobu bělohorské bitvy. Ilustrace Vojtěch Král. Praha: F. Šimáček, 1893. Dostupné online.
- WINTER, Zikmund. Starobylé obrázky z Rakovnicka. Praha: Vladimír Čech, 1886. Dostupné online. Dostupné také na: .